# Quincy Watts
Quincy Dushawn Watts (ur. 19 stycznia 1970 w Detroit) – amerykański lekkoatleta, sprinter specjalizujący się w biegu na 400 m.
Jako student University of Southern California trenował lekkoatletykę i futbol amerykański, a wcześniej koszykówkę. Początkowo specjalizował się w biegach na 100 m i na bieg na 200 m. Zdobył złoty medal na mistrzostwach świata juniorów w 1988 w Sudbury w sztafecie 4 × 100 m.
Wkrótce skoncentrował się na dystansie 400 m. Był członkiem sztafety 4 × 400 m, która zdobyła srebrny medal na Mistrzostwach Świata w 1991 w Tokio. W 1992 podczas Igrzysk Olimpijskich w Barcelonie zwyciężył na 400 m wyprzedzając obrońcę tytułu Steve Lewisa i dwukrotnie poprawiając rekord olimpijski Lee Evansa do wyniku 43,50 s. Drugi złoty medal zdobył wraz z kolegami (Andrew Valmon, Michael Johnson i Lewis) bijąc jednocześnie rekord świata wynikiem 2.55,74.
Na Mistrzostwach Świata w 1993 w Stuttgarcie zajął 4. miejsce w finale biegu na 400 m, a w sztafecie 4 × 400 mm zdobył złoty medal z kolejnym rekordem świata 2.54,29 (skład sztafety: Andrew Valmon, Quincy Watts, Butch Reynolds, Michael Johnson). W późniejszych latach nie odnosił już takich sukcesów. Zakończył karierę w 1997.